# Tim Chartier
Pour les articles homonymes, voir Chartier.
Timothy P. Chartier (né en 1969) est un mathématicien américain, professeur Joseph R. Morton de mathématiques et d'informatique au Davidson College, connu pour son expertise en analyse sportive (en) et bracketologie (en), pour ses livres de vulgarisation mathématique, et pour les spectacles "mime-matics" mêlant mime et mathématiques que lui et sa femme Tanya ont mis en scène.

## Formation et carrière
Chartier s'est spécialisé en mathématiques appliquées à l'université de l'Ouest du Michigan, a obtenu son diplôme en 1993, et est resté à Western Michigan pour une maîtrise en mathématiques computationnelles en 1996. Il a complété un doctorat à l'Université du Colorado à Boulder en 2001, avec une thèse intitulée Algebraic Multigrid Based on Element Interpolation (AMGe) et Spectral AMGe supervisée par Steve McCormick. Il a également étudié le mime, au Centre du Silence au Colorado, à la Dell'Arte International School of Physical Theatre (en) en Californie, et avec Marcel Marceau.
Après des recherches postdoctorales à l'université de Washington, il rejoint la faculté du Davidson College en 2003. En plus de son travail universitaire, il est également consultant fréquent en analyse sportive (en) pour ESPN, NASCAR, la National Basketball Association et d'autres groupes. Il a également une expertise en bracketologie (en),,

## Livres
Chartier est l'auteur de Math Bytes: Google Bombs, Chocolate-Covered Pi, and Other Cool Bits in Computing (2014), qui a remporté le prix Euler du livre en 2020, et de When Life is Linear: From Computer Graphics to Bracketology (2015), qui a remporté le prix du livre Beckenbach en 2017.
Il est également l'auteur de X Games In Mathematics: Sports Training That Counts! (2020) et co-auteur, avec Anne Greenbaum, de Numerical Methods: Design, Analysis, and Computer Implementation of Algorithms (2012).